# Ust´-Kara
Ust´-Kara (ros. Усть-Кара) – osiedle w Rosji, w Nienieckim Okręgu Autonomiczmym, w rejonie zapolarnym. W 2010 liczyło 574 mieszkańców.